# Instituto Tecnológico Autónomo de México
El Instituto Tecnológico Autónomo de México (ITAM) es una universidad privada, laica, sin fines de lucro ni de afiliación política. Fundada en 1946 por la Asociación Mexicana de Cultura A.C., el ITAM se ha constituido como una de las principales y más prestigiosas instituciones académicas y centros de investigación de México.
El ITAM cuenta con un campus ubicado en la Ciudad de México dividido en dos sedes: «Río Hondo», en la alcaldía Álvaro Obregón (para licenciaturas e ingenierías), y «Santa Teresa», en la alcaldía Magdalena Contreras (para posgrados y diplomados). Dentro de estas dos sedes se encuentran diversas bibliotecas, auditorios, cafeterías, laboratorios y centros de aprendizaje.
Dada su labor de docencia e investigación —centradas en administración, política y diversas ingenierías—, el ITAM se considera, al lado de El Colegio de México y del Centro de Investigación y Docencia Económicas, una de las mejores instituciones para estudiar las carreras de economía, administración, ciencia política, derecho y relaciones internacionales. Los egresados del ITAM, popularmente conocidos como «itamitas», han llegado a ocupar los más altos cargos del gobierno de México y cuentan con el mayor índice de admisión al servicio diplomático del país.

## Los orígenes
Denominado inicialmente Instituto Tecnológico de México (ITM), el ITAM fue fundado por el empresario mexicano Raúl Baillères Chávez el 29 de marzo de 1946. Prominente hombre de negocios originario de Silao, Guanajuato, Baillères desarrolló una amplia trayectoria que incluyó la Fundación de Crédito Minero y Mercantil y la adquisición de empresas como Cervecería Cuauhtémoc Moctezuma y El Palacio de Hierro, entre otras; antecedentes de lo que hoy constituye Grupo Bal, un holding diversificado en distintas compañías y actividades. Fue, asimismo, presidente de la Asociación de Bancos de México (ABM).
Interesado por la educación, Baillères reunió a un grupo de banqueros y empresarios para constituir la Asociación Mexicana de Cultura A. C., —de cuya junta de gobierno fue presidente—, la cual se convirtió en el patronato del Instituto Tecnológico de México. La primera carrera universitaria ofrecida por el Instituto fue Economía, en 1946; un año más adelante se establecieron la Escuela Preparatoria y la Escuela de Administración de Negocios.
La primera sede del ITM estaba ubicada en la calle Palma Norte 518, entre Belisario Domínguez y República de Cuba, en el Centro histórico de la Ciudad de México, y allí permaneció por cuatro años. En la década de 1950 el ITM vivió un proceso de expansión en diversos sentidos. Sus instalaciones se trasladaron a la calle de Serapio Rendón 65, en la Colonia San Rafael, y en 1951 se abrieron las carreras de Contador Público y Contador Privado, con lo que el número de alumnos creció de 50 a 500. La demanda de estas carreras se explica tomando en cuenta el contexto conocido como “Desarrollo estabilizador”, la época de crecimiento económico sostenido para México a partir de la década de 1950.
El ITM fue refinando su misión como centro de estudios superiores, y en 1954 cerró su escuela preparatoria, para enfocarse en la educación superior. A fines de la década, el ITM se trasladó a una sede construida ex profeso, en la calle de Marina Nacional 350, en el terreno contiguo a la Torre de Petróleos Mexicanos edificada posteriormente.

### De la autonomía al presente
El 19 de enero de 1963, el ITAM obtuvo su autonomía mediante un decreto publicado en el Diario Oficial de la Federación por el entonces presidente de la República, Adolfo López Mateos, y con el aval de Jaime Torres Bodet, quien ocupaba el cargo de secretario de Educación Pública. Con el rango de Escuela Libre Universitaria, el ahora Instituto Tecnológico Autónomo de México (ITAM) —denominado oficialmente con ese nombre desde 1985— se sumó al grupo de centros de enseñanza superior con autogobierno, como la Universidad Nacional Autónoma de México (autónoma desde 1929). A fines de esa década, en 1967, la Asamblea de la Asociación Mexicana de Cultura, A. C., estableció la Junta de Gobierno del ITAM, el primer paso de una estrategia de fortalecimiento y consolidación institucional, que en 1969 condujo al establecimiento de un Plan Integral de Desarrollo que transformó las estructuras académicas de investigación, administración y organización. Este plan también incluyó la creación del Centro de Investigación y Extensión Universitaria, y la apertura de nuevas carreras y estudios de posgrado. A la fecha de este artículo, la Junta de Gobierno es la única autoridad con la capacidad de transformar, modificar o eliminar los estatutos y las directrices que rigen a todo el Instituto.[cita requerida]
En 1974, se establecieron la licenciatura en Matemáticas Aplicadas y la maestría en Administración. Un año después, se creó la licenciatura en Ciencias Sociales, la cual fue reemplazada en 1991 por la actual licenciatura en Ciencia Política. Esa década y la siguiente estuvieron marcadas por la expansión y el crecimiento de la oferta académica, con la apertura de las carreras de Derecho (1980), Actuaría (1982), Ingeniería en Computación (1983), Relaciones Internacionales (1992), Ingeniería en Telemática (1993), Ingeniería Industrial (1997) y diversos programas conjuntos: Administración y Contaduría Pública y Estrategia Financiera, así como Economía y Ciencia Política o Economía y Relaciones Internacionales (2012). Recientemente, el ITAM abrió nuevos programas de licenciatura: Ingeniería en Negocios (2005), y Dirección Financiera e Ingeniería en Mecatrónica, ambas en 2010.[cita requerida]
La expansión académica del instituto hizo necesaria la ampliación de sus instalaciones. A inicios de 1978, el ITAM trasladó su ubicación a la calle de Río Hondo 1, en la Colonia Progreso Tizapán de la Ciudad de México, en las instalaciones de un antiguo seminario jesuita. La consolidación de los estudios de posgrado se hizo patente con la inauguración del Centro de Investigación y Estudios de Posgrado en un campus alterno en avenida Santa Teresa 930, en la colonia Héroes de Padierna.[cita requerida]

### Directores generales (1946 - 1968) y rectores (desde 1968)
A partir de su fundación, el ITAM ha estado encabezado por directores y posteriormente por rectores, cargos que han sido elegidos únicamente por la Junta de Gobierno. Desde 1967, Alberto Baillères, hijo de Raúl Baillères Chávez y egresado del ITAM, ha presidido la Asociación Mexicana de Cultura y la Junta de Gobierno de la institución, la cual le otorgó el doctorado honoris causa el 20 de mayo de 1999.
| Director general          | Periodo     |
| ------------------------- | ----------- |
| Eduardo García Máynez     | 1946 - 1951 |
| Agustín De la Llera       | 1952 - 1967 |
| Gustavo Petricioli        | 1967        |
| Enrique Moreno de Tagle   | 1967 - 1968 |
| Rector                    | Periodo     |
| Joaquín Gómez Morfín      | 1968 - 1971 |
| Antonio Carrillo Flores   | 1971 - 1972 |
| Javier Beristain Iturbide | 1972 - 1991 |
| Arturo Fernández Pérez    | 1992 -      |

## Oferta educativa y perspectiva docente
La estructura interna del ITAM se compone de cinco Divisiones Académicas que agrupan a catorce Departamentos Académicos y de las que dependen los 38 programas académicos. Las cinco divisiones son: Actuaría, Estadística y Matemáticas; Administración y Contaduría; Economía, Derecho y Ciencias Sociales; Estudios Generales y Estudios Internacionales; e Ingeniería. El ITAM describe su estilo académico en los siguientes términos: “Enfatizamos nuestro compromiso de aportar los mejores profesores para los mejores estudiantes. Las clases son pequeñas y dinámicas y procuramos no contar con grupos que excedan los treinta estudiantes”. Por su tamaño, el ITAM permite la atención personalizada de profesores y directores de carrera que mantienen un vínculo cercano y permanente con el alumnado. El 98 por ciento de la planta docente cuenta con estudios de posgrado en las mejores universidades del mundo. Sin fines de lucro, el ITAM cuenta con un programa de becas a fondo perdido que beneficia a 30 por ciento de los alumnos inscritos. Es decir, uno de cada tres estudiantes recibe apoyo económico para poder cubrir el costo de sus estudios en el instituto e incluso gastos de manutención.

### Licenciatura
En el ITAM, se imparten diez licenciaturas:
- Actuaría
- Administración
- Ciencia Política
- Ciencia de Datos
- Contaduría Pública y Estrategia Financiera
- Derecho
- Dirección Financiera
- Economía
- Matemáticas Aplicadas
- Relaciones Internacionales

Asimismo, se ofrecen cinco ingenierías:
- Computación
- Mecatrónica
- Negocios
- Telecomunicaciones (en proceso de descontinuación)
- Industrial

Existe la posibilidad de cursar más de una carrera a la vez a través de los 31 programas conjuntos que ofrece el ITAM a nivel licenciatura e ingeniería.
Los alumnos de licenciatura cursan un tronco común de Estudios Generales, un programa de siete materias ofrecido por la división del mismo nombre. A través de estas materias se busca la formación humanista del estudiante, con el fin de forjar criterios propios e independientes que puedan integrarse a su vida profesional y personal.

### Estudios de posgrado
En cuanto a posgrados —nivel que cursa aproximadamente el 50 por ciento de los egresados de licenciatura—, el ITAM cuenta con varios programas, todos con reconocimiento oficial:
- Administración de Riesgos (2002)
- Ciencia de Datos (2012)
- Ciencias en Computación (2012)
- Derechos Humanos y Garantías (2012)
- Executive MBA (2004) —en conjunto con la Universidad de Tulane—
- Economía Aplicada (2007)
- Finanzas (2008)
- Mercadotecnia (2011)
- MBA (2007)
- Teoría Económica (2007)
- Tecnologías de Información y Administración (2008)
- Políticas Públicas (2015)

También ofrece el doctorado en Economía (2007). Las maestrías pueden cursarse en las modalidades de tiempo parcial o tiempo completo.

### Extensión Universitaria y Desarrollo Ejecutivo
Además de las carreras y estudios de posgrado, el Instituto cuenta con un Programa de Educación Continua, llamado de manera oficial Extensión Universitaria y Desarrollo Ejecutivo, que busca mantener actualizados a los exalumnos y brindar oportunidades educativas a otros grupos y personas de la sociedad como empresas e instituciones de gobierno, entre otros. Este Programa ofrece diplomados internacionales, diplomados automatizados, programas ejecutivos y cursos de actualización; y forma parte de UNICON (Consorcio Internacional de Universidades para la Educación Ejecutiva), al cual solo pertenecen otros centros de excelencia como la Universidad de Harvard, la Wharton Business School, la Kellogg School of Management y la Universidad Stanford.[cita requerida]
Los cursos y diplomados se ofrecen en las áreas de: Administración; Actuaría y Seguros; Contabilidad y Finanzas; Derecho; Economía; Estadística; Innovación; Tecnología y Computación; Ingeniería Industrial y Operaciones; Relaciones Internacionales; Sector Público y Sociedad; y Humanismo. También cuenta con proyectos y programas especiales, diseñados de acuerdo con las necesidades de capacitación de una empresa determinada y pueden impartirse dentro del campus o extramuros. Esta vertiente parte de la idea de que “toda educación debe tender a mejorar al ser humano mediante el enriquecimiento de sus mejores valores.”

## Impacto nacional e internacional de los alumnos y exalumnos del ITAM
La matrícula del ITAM representa menos del 0.5 por ciento de la matrícula universitaria nacional y fluctúa alrededor de 5,500 alumnos a nivel licenciatura e ingeniería. Sin embargo, el ITAM tiene gran impacto en su comunidad de exalumnos y en la vida nacional. Para entrar al ITAM los aspirantes deben realizar la Prueba de Aptitud Académica (PAA), examen de admisión que se aplica en el instituto y también en las mejores universidades a nivel internacional. Los jóvenes que se inscriben al ITAM obtienen buenos resultados sobre esta evaluación, pertenecen así al grupo de estudiantes que obtiene esta puntuación en México y en el mundo.
En la clasificación Los 300 líderes más influyentes, realizada anualmente por la revista Líderes Mexicanos desde el 2006, los egresados del ITAM han representado, en promedio, el 7 por ciento de la lista. En el 2011, 32 exalumnos y catedráticos de los programas de maestría y licenciatura aparecieron en la nueva versión de la lista. Un estudio realizado por la revista mexicana Expansión en el 2007 encontró que el 14 por ciento de las 50 mujeres más influyentes en México eran egresadas del ITAM, hecho que puso en evidencia el esfuerzo en pro de la equidad de género realizado por el Instituto a lo largo de su trayectoria.
El ser una escuela de dimensiones menores a las grandes universidades mexicanas ha fomentado el desarrollo de un espíritu unitario entre los exalumnos que permanecen vinculados al Instituto aún después de culminar sus estudios. La mayoría de los egresados del ITAM se encuentra en los primeros niveles directivos en las empresas o instituciones donde trabajan, más de la mitad opta por realizar estudios de posgrado en universidades de excelencia en el extranjero y, de acuerdo con una encuesta, está satisfecho con la preparación que ha recibido. Los egresados del Instituto logran una adecuada inserción en el mercado laboral. El ITAM cuenta con una bolsa de trabajo y 60 por ciento de los alumnos encuentran un empleo antes de terminar la carrera.

## Exalumnos destacados
Para reconocer la calidad profesional de los exalumnos del ITAM y su contribución al desarrollo del país, el ITAM y la Asociación de Exalumnos instauraron desde 1999 la entrega de reconocimientos «Carrera al Universo» y «Mérito Profesional». En el 2010, Georgina Kessel, en ese entonces titular de la Secretaría de Energía, con treinta años de experiencia, fue la primera mujer en obtener el máximo galardón.
Diversos exalumnos del instituto han sido relevantes como académicos, directivos de organismos internacionales y de la sociedad civil, directivos en empresas del sector privado y funcionarios del sector público. Entre ellos, destacan: 
| Nombre                             | Título                 | Año  | Notas |
| ---------------------------------- | ---------------------- | ---- | --- |
| Agustín Carstens                   | Lic. Economía          | 1982 | Secretario de Hacienda y Crédito Público (2006-2009), Gobernador del Banco de México (2009-2017) y Gerente General del Banco de Pagos Internacionales (2017-) |
| Alejandro Cervantes Llamas         | Lic. Economía          | 2009 | Economista senior de México en Banorte-Ixe |
| Alicia Lebrija Hirschfeld          | Lic. Economía          | 1996 | Presidenta ejecutiva de la Fundación Televisa |
| Alonso Lujambio                    | Lic. Ciencias Sociales | 1987 | Secretario de Educación Pública (2009-2012) |
| Carlos Loret de Mola               | Lic. Economía          | 1994 | Periodista mexicano |
| Diódoro Carrasco Altamirano        | Lic. Economía          | 1978 | Gobernador del estado de Oaxaca (1992-1998) |
| Ernesto Cordero Arroyo             | Lic. Actuaría          | 1994 | Secretario de Hacienda y Crédito Público (2009-2011) |
| Felipe Calderón Hinojosa           | M.C. Economía          | 1989 | Presidente de México (2006-2012) y Secretario de Energía (2003-2004)                                                                                          |
| Francisco Gil Díaz                 | Lic. Economía          | 1967 | Secretario de Hacienda y Crédito Público (2000-2006) |
| Gustavo Petricioli Iturbide        | Lic. Economía          | 1952 | Secretario de Hacienda y Crédito Público (1986-1988) |
| Jesús Reyes-Heroles González-Garza | Lic. Economía          | 1976 | Secretario de Energía (1995-1997) y Embajador de México en Estados Unidos (1997-2000)                                                                         |
| José Antonio Meade Kuribreña       | Lic. Economía          | 1993 | Secretario de Hacienda y Crédito Público (2011-2012 y 2016-2017)                                                                                              |
| Luis Tellez Kuenzler               | Lic. Economía          | 1982 | Presidente de la Bolsa Mexicana de Valores (2009-2014) |
| Luis Videgaray Caso                | Lic. Economía          | 1994 | Secretario de Hacienda y Crédito Público (2012-2016) y Secretario de Relaciones Exteriores (2017-2018)                                                        |
| Miguel Mancera Aguayo              | Lic. Economía          | 1956 | Gobernador (1994-1997) y director general (1982-1994) del Banco de México                                                                                     |
| Salomón Chertorivski Woldenberg    | Lic. Economía          | 1999 | Secretario de Salud (2011-2012) |
| Pedro Aspe Armella                 | Lic. Economía          | 1974 | Secretario de Hacienda y Crédito Público (1988-1994) |
| Plácido Arango Arias               | Lic. Economía          | 1966 | Cofundador del Grupo Cifra |

## Premios y reconocimientos
Los alumnos del ITAM han recibido diversos premios y distinciones: la Beca Fulbright-García Robles del Programa Fulbright, el Premio de la Academia Mexicana de Derecho y Economía; el Premio Citibanamex de Economía,  el Premio de la Asociación Nacional de Instituciones de Educación en Informática (ANIEI); el Premio a la Excelencia Académica de la Asociación Nacional de Facultades y Escuelas de Ingeniería, el Premio de la Asociación Mexicana de Ingenieros Mecánicos y Electricistas, el Premio Nacional de Investigación Financiera, del Instituto Mexicano de Ejecutivos de Finanzas, y el Premio "Goldman Sachs Global Leaders Program". El propio instituto concede el "Premio de Investigación EX ITAM" a los mejores trabajos de investigación realizados por sus alumnos.
El ITAM, como institución, también ha recibido múltiples galardones: en el 2010, la División Académica de Ingeniería recibió el Premio Franz Edelman, el cual se otorga a “ejemplos sobresalientes de operaciones innovadoras que benefician a las organizaciones”. En el 2007, la revista América Economía lo distinguió como la mejor escuela de negocios en América Latina; un comentario sobre la noticia explicaba este reconocimiento en función de una sólida planta docente de profesores de tiempo completo, muchos de ellos con posgrados en las mejores universidades del mundo. Ese mismo año, el ITAM recibió la acreditación de la Federación de Instituciones Mexicanas Particulares de Educación Superior, A. C. (FIMPES).
Entre los reconocimientos institucionales más recientes cabe señalar el primer lugar de nivel académico institucional y el primer lugar académico de los profesores de acuerdo con la encuesta «Mejores Universidades» publicada por el periódico mexicano Reforma. En la encuesta más reciente, el ITAM obtuvo el primer lugar general con cuatro carreras en el primer puesto, así como primeros lugares en otras áreas Una subsección de la página del ITAM llamada “Eventos y noticias de interés” lleva un detallado seguimiento de los premios otorgados a sus alumnos y su incorporación a puestos relevantes en el ámbito oficial o corporativo.
En el 2011, los programas académicos de Computación e Ingeniería Industrial del ITAM recibieron la Acreditación ABET, y fue la primera institución educativa de la Ciudad de México que recibió este reconocimiento. ABET es un prestigioso organismo internacional que evalúa programas universitarios de ciencia aplicada, tecnología e ingeniería en el mundo.[cita requerida]
El ITAM cuenta con la triple acreditación de AACSB (Association to Advance Collegiate Schools of Business) de los Estados Unidos, AMBA (Association of MBAs) de Londres, EQUIS (European Quality Improvement System) de Bruselas y PIM (Partnership in International Management), que reconocen la calidad de sus programas de administración de negocios a nivel internacional (https://mba.itam.mx/acreditaciones).

## Investigación y publicaciones

### Investigación
Aparte de sus servicios educativos, el ITAM se ha consolidado como un prestigioso centro de investigación científica. Algunos de los trabajos producidos entre sus muros han determinado, en muchos casos, las políticas públicas, empresariales e industriales del país. Los centros de investigación del Instituto son los siguientes: Centro de Análisis e Investigación Económica (CAIE), Centro de Desarrollo Tecnológico (CDT), Centro de Economía Aplicada y Políticas Públicas (CEAPP), Centro de Estadística Aplicada (CEA), Centro de Estudios Actuariales (CEAct), Centro de Estudios de Competitividad (CEC), Centro de Estudios de Derecho Privado, Centro de Estudios de Derecho Público, Centro de Estudios y Programas Interamericanos, Centro de Evaluación Socioeconómica de Proyectos, Centro Internacional para la Investigación en Pensiones, Centro de Investigación Económica (CIE), Centro de Estudios Alonso Lujambio (CEAL) y Centro de Acceso a la Justicia. La División Académica de Administración y Contaduría cuenta con cinco centros de investigación especializados en diferentes áreas de esas materias.

### Publicaciones
Entre las universidades privadas del país, el ITAM se distingue por su actividad editorial y en su catálogo se cuentan más de cien volúmenes y seiscientos artículos producidos por sus investigadores y publicados en revistas internacionales especializadas, muchos de ellos registrados en Web of Science de Thomson Reuters, “una base de datos de contenido multidisciplinario, con autoridad, que cubre 10,000 publicaciones especializadas de alto impacto mundial”. Las publicaciones académicas del ITAM se han compilado en el catálogo Publicaciones Académicas 1996-1998.
Además, el Instituto edita sus propias revistas en dos grandes categorías, las institucionales y las del alumnado. A la primera categoría corresponden las publicaciones: Análisis de la Coyuntura Económica, Estudios, Revista Mexicana de Derecho Público, Isonomía, Dirección Estratégica y Segmento. Por su importancia pública y su impacto internacional destaca Foreign Affairs Latinoamérica, licencia de la prestigiada revista estadounidense Foreign Affairs, considerada una de las más influyentes en el ámbito internacional. La segunda categoría, referente a las revistas del alumnado, abarca títulos como: Caeteris Paribus, Gaceta de Ciencia Política, Gaceta de Economía, Laberintos e Infinitos, holaMundo, Opción, El Globalista, Sintagma y Urbi et Orbi. El Supuesto es el periódico de los alumnos, cuenta con cerca de trescientos números publicados hasta la fecha, y sirve como medio de comunicación comunitaria y foro de expresión estudiantil sobre temas de actualidad. En conjunto estos productos editoriales cubren un amplio espectro temático paralelo a la formación dentro del aula.

## Bibliotecas, bases de datos y laboratorios

### Bibliotecas
El ITAM cuenta con la Biblioteca Raúl Baillères Jr., ubicada en el campus de Río Hondo, la cual cumple con los criterios establecidos por la American Library Association para las bibliotecas universitarias. En su colección hay más de 495,000 volúmenes y ejemplares de más de 900 publicaciones periódicas relacionadas con las disciplinas enseñadas en el Instituto. Asimismo, ofrece acceso a recursos hemerográficos, electrónicos y audiovisuales. Sus colecciones especiales incluyen los fondos Miguel Palacios Macedo, Bibliografía Antigua (procedente de la colección privada de Rudi Dornbusch) y las bibliotecas personales de Luis Montes de Oca y José Luis La Madrid Sauza. Cuenta con el fondo de la Biblioteca Manuel Gómez Morin, que perteneció al político mexicano fundador del Partido Acción Nacional e incluye más de 12,000 libros de leyes, economía, ciencia política, administración pública, filosofía y literatura, así como una serie de ediciones especiales.

### Bases de datos y laboratorios
Esta oferta de recursos para los alumnos e investigadores se complementa con las bases de datos; juntos conforman la infraestructura tecnológica necesaria para impulsar el desempeño académico. El Centro Financiero en el Campus de Santa Teresa cuenta con programas especializados y bases de datos para la investigación financiera: Data Stream International, Dow Jones Interactive, Bloomberg, Reuter 3000/Reuter Graphics e Infosel Financiero. Los centros de cómputo de Río Hondo incluyen laboratorios de instrumentación, electrónica, trabajo en redes, automatización de microprocesos e ingeniería telemática.
Cabe mencionar también al Centro de Aprendizaje, Redacción y Lenguas (CARLE), parte del Departamento Académico de Lenguas y dependiente de la División Académica de Estudios Generales y Estudios Internacionales del ITAM. Su misión es cubrir con los objetivos de aprendizaje que los alumnos se propongan en las áreas de estrategias de aprendizaje, redacción y lenguas extranjeras. Este Centro cuenta con el Aula Interactiva Cervantes, Centro de escritura y una Mediateca.

## Sociedades de alumnos y servicio a la comunidad
Las sociedades de alumnos son de gran importancia de dentro del Instituto. La Sociedad de Alumnos del ITAM (CARITAM) es la representación oficial de los estudiantes, y el Consejo Universitario de Honor y Excelencia (CUHE) se propone fomentar la mejora en el rendimiento académico. Como parte de una cultura de la responsabilidad social, existen otras agrupaciones del alumnado del ITAM estructuradas como voluntariado. Los alumnos participan en ellas como una contribución para resolver los problemas de la sociedad mexicana. Entra estas agrupaciones destacan: ALCANCE, con una década de trabajo en tres áreas principales: Desarrollo comunitario, Niños de la calle y Personas discapacitadas física o mentalmente. AIESEC, ONG dedicada a realizar prácticas profesionales y sociales en el mundo para crear una mayor convivencia y respeto entre las diversas culturas internacionales. El Centro de Acceso a la Justicia (CAJ), conformado por estudiantes y maestros de Derecho, proporciona ayuda legal gratuita a las personas que la necesitan. El Despacho de Asesoría Gratuita a Organizaciones Filantrópicas (DAGIF) ofrece servicios de consultoría sobre temas como obtención de fondos, cumplimiento de las disposiciones legales mexicanas y campañas de comunicación. ITAMMUN es un Modelo de Naciones Unidas que busca promover el debate alrededor de temas de la agenda internacional, generalmente organizado dentro de las instalaciones de la Cancillería (SRE). El Programa Interdisciplinario para el Desarrollo Sustentable (PIDES) es una asociación que reúne a los estudiantes que organizan actividades para promover el respeto y el cuidado del medio ambiente. El ITAM logra de esta forma una participación activa en la solución de los grandes problemas nacionales.